# Фломастер

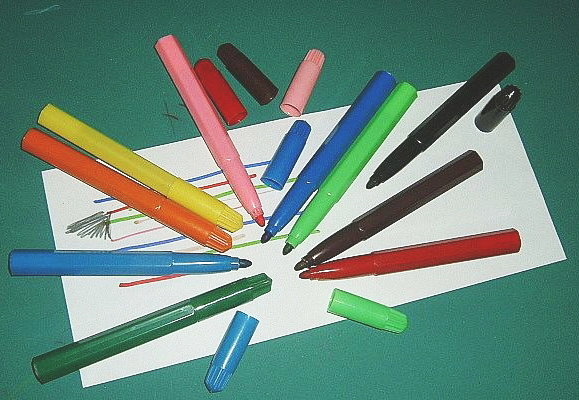
Фломастери

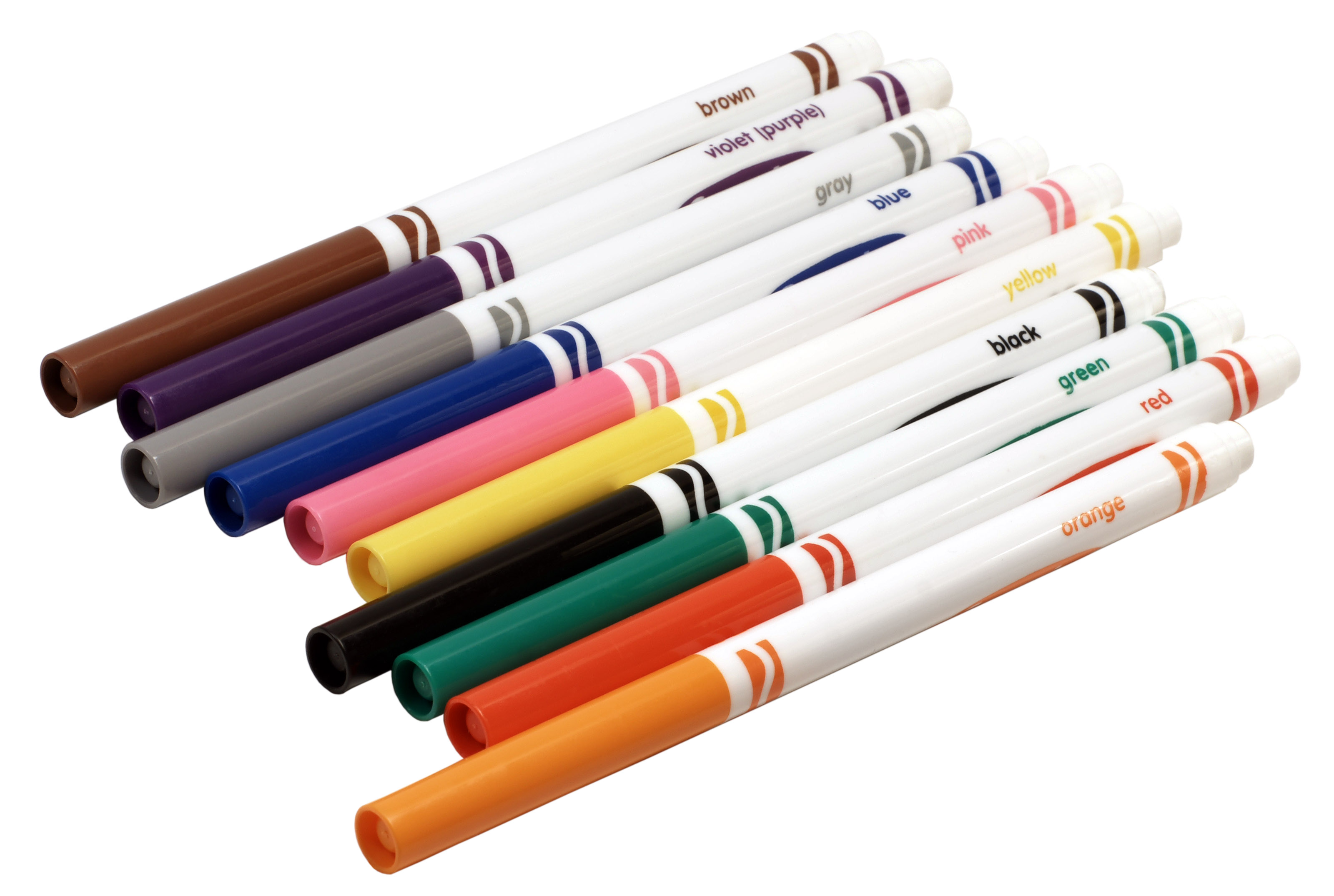
Crayola фломастери

Флома́стер — писальний прилад для писання та малювання за допомогою чорнила, що витікає з резервуара до наконечника з пористого матеріалу (нейлон чи повсть). Фломастери бувають різних видів залежно від типу чорнил та призначення.
Слово «фломастер» походить від назви торгової марки «Flo-Master» компанії «Cushman & Denison», яка почала випускати під таким брендом «багаторазові ручки» у 1951 році. За другою версією, це слово походить від назви іншої торгової марки — «Flowmaster», яка випускала чорнила. Назва «фломастер» закріпилося за цим приладом не тільки в українській та російській, але й деяких інших мовах: польській (flamaster), білоруській (фламасцер), хорватській (flomaster), сербській (фломастер/flomaster), і навіть литовській (flomasteris).

## Класифікація фломастерів

### Групи
- Традиційні фломастери з вентильованими й не вентильованими ковпачками;
- Товсті фломастери;
- Фломастери з ефектами акварелі;
- Фломастери для роботи по текстилю;
- Фломастери з додатковими ефектами;
- «Чарівні» фломастери — міняють кольори.

### Класифікація наборів
- За кольорами (зазвичай 6, 10,12, 18, 24 кольорів);
- За типом упаковки (блістер, картонна коробка, пластикова упаковка, упаковка у вигляді пеналу, у вигляді сумочки та інші);
- За формою (круглі, шестигранники, тригранні);
- За типом ковпачка (з вентильованим і не вентильованих ковпачком).